# Brisighella
Brisighella je italská obec v provincii Ravenna v oblasti Emilia-Romagna.
V roce 2013 zde žilo 7 684 obyvatel.

## Sousední obce
Casola Valsenio, Castrocaro Terme e Terra del Sole (FC), Faenza, Forlì (FC), Marradi (FI), Modigliana (FC), Palazzuolo sul Senio (FI), Riolo Terme

## Vývoj počtu obyvatel
Zdroj: 